# Conura elaeisis
Conura elaeisis är en stekelart som beskrevs av Gérard Delvare 1993. Conura elaeisis ingår i släktet Conura och familjen bredlårsteklar.
Artens utbredningsområde är Ecuador. Inga underarter finns listade i Catalogue of Life.